# Penitenciarul Mărgineni
Penitenciarul de Maximă Siguranță Mărgineni este o unitate de detenție din comuna I. L. Caragiale, Dâmbovița. Directorul actual al unității este comisarul șef de poliție penitenciară Marian Aldea.

## Istoric
La mănăstirea Mărgineni au fost deținute persoane încă din anul 1840, între 1840 și 1843 fiind închis aici și revoluționarul Nicolae Bălcescu. În anul 1869, din ordinul lui Dimitrie Bolintineanu, mănăstirea a fost transformată definitiv în închisoare. În anul 1949 a fost construit pavilionul de detenție iar în anul 1951 s-au construit trei hale de producție, cu o suprafață de 2500 m2. 
Penitenciarul Mărgineni este profilat pe deținerea în custodie a persoanelor  care executată sancțiuni privative de libertate în regimurile de maximă siguranță și închis. Unitatea are  în custodie persoane arestate preventiv și condamnate definitiv la pedepse privative de libertate, de regulă mai mari de 10 ani.

## Legături externe
- Administrația Națională a Penitenciarelor - Penitenciarul Mărgineni